# Antonio Jordi
Antonio Jordi (Vich, c. 1716-21 - Barcelona, 20 de febrero de 1797) fue un compositor y maestro de capilla español.

## Vida
Se desconoce la fecha exacta del nacimiento de Antonio Jordi. Saldoni afirma que nació en Vich el 9 de septiembre de 1739, pero en la documentación de las oposiciones al magisterio de la iglesia de San Esteban de Olot de 1739 se afirma que tenía 22 o 23 años, lo que daría una fecha de nacimiento en 1716 o 1717. Jordi se debió formar con el maestro Joan Serra, en la Catedral de  Vich y, posteriormente, también en la capilla del Palacio Real Menor de Barcelona.
Es de suponer que posteriormente pasó a ejercer el magisterio de la capilla del Palacio Real Menor de Barcelona, cargo en el que habría sucedido a Bernat Tria.
El 8 de junio de 1739, tres días después del fallecimiento del maestro Joseph Romero de la parroquia de San Esteban de Olot, el decano convocó a la comunidad de presbíteros para deliberar sobre la nueva provisión. Ésta se hizo sin convocatoria de oposiciones, mediante un concurso de resolución que se adjudicaría tras las deliberaciones de la comunidad de presbíteros a partir de los informes confidenciales sobre las cualidades musicales -voz y composición- y humanas -buenas costumbres- de los pretendientes a ocupar la plaza. Jordi fue uno de los candidatos:

Revnt Señor. Anton Jordi clergue habitant en la ciutat de Barna havent tingut noticia que per mort del Rnt Joseph Romero se trobava vacant lo magisteri de Capella de eixa Vila, ÿ que toca â V. R. fer nominacio de persona per dit empleo, desitjant ser promogut â ell: Suplica que suplint la clemencia de V. R. al merit se necessita per la promocio â dit empleo, sia de son
agrado anomenar-lo per Mestre de Capella, offerint-se en cas se done per opposicions concorrer â ellas, ÿ en est cas ser ates en concurrencia de igualtat ab altres, que sera de eix modo satisfer al desitg de servir a V. R. y fer-li un singular favor, que espera de V. R.
Reverendo señor. Antonio Jordi clérigo habitante de la ciudad de Barcelona, habiendo tenido noticia de la muerte del reverendo Joseph Romero, se encontraba vacante el magisterio de capilla de esta villa, y que toca a V. R. hacer la nominación de la persona para dicho empleo, deseando ser promovido a él: suplica la clemencia de V. R. al mérito [que] se necesita para la promoción a dicho empleo, sea de su agrado nombrarlo para maestro de capilla, ofreciéndose en caso de que se done por oposición, concurrir a ellas, y en ese caso ser atendido en concurrencia de igualdad con los demás, que será de este modo satisfacer el deseo de servir a V. R. y hacerle un singular favor, que espera de V. R.
Carta de solicitud de Antonio Jordi

En esta documentación confidencial se dice de Antonio Jordi que era un joven de Vich, de unos 22 años con una voz suficiente «pero acontralada: si bien es verdad que da visos de salir á tenor». Físicamente era «de postura viril y robusta», práctico en la composición y en la enseñanza de los niños cantores «por la experiencia que se tiene en la capilla del Palacio de Barcelona», y consideraba que su carácter era «de genio muy propio y de especiales costumbres». La plaza de Olot fue confiada a Josep Carcoler.
Se desconoce cuando fue nombrado maestro de capilla de la Catedral de Vich; se estima que fue hacia 1748 y que permaneció en el cargo hasta posiblemente 1782. En el fondo musical de la Catedral de Tarragona se conserva una obra de su discípulo Antoni Juncá, corregida en 1778 «por el maestro Antonio Jordi de Vich».

## Obra
Se conservan pocas obras de Jordi. La mayoría debían encontrarse en la Catedral de Vich y en la capilla del Palacio Menor de Barcelona, tal como comenta Saldoni, cuyos archivos musicales fueron destruidos en los primeros días de la Guerra civil.
Se conservan obras suyas en la Biblioteca de Cataluña y en los fondos musicales de la Catedral de Tarragona, de la iglesia parroquial de San Esteban de Olot y de la iglesia parroquial de San Pedro y San Pablo de Canet de Mar.